# 滝川 (埼玉県)
滝川（たきかわ）は、埼玉県秩父市を流れる一級河川。荒川水系荒川の支流である。

## 地理
埼玉県秩父市の旧秩父郡大滝村地区の山間部である唐松尾山・笠取山・古礼山に源を発しV字谷を刻みこみながら北に流れる。国道140号（彩甲斐街道）に沿って流れ、川又地区にある入川橋付近で荒川源流部の流路である入川に合流する。流路延長は9.0 キロメートル、流域面積は47.7 平方キロメートルで山地面積は43.5平方キロメートル（91.2 %）である。名前が示すとおり滝や急流が多く、源流点からの落差は1000メートルもある。
雁坂峠、水晶山、笠取山、唐松尾山などを源とするそれぞれの沢は沢登りがよく行われるほど急流である。それより下流は、比較的川幅が広く緩やかである。

## 支流
- 枝沢
- 槇ノ沢
- 金山沢
- 曲沢
- 豆焼川（豆焼沢） - 滝川最大の支流。遭難した旅人が豆を焼いて食べたという伝承がある[3]。
- 九度の沢